# Ignasi Ribas Canudas
Ignasi Ribas Canudas (Manresa, 1971) és un científic català, Director de l'Institut d’Estudis Espacials de Catalunya (IEEC) i investigador a l'Institut de Ciències de l’Espai (ICE) del CSIC. És expert en la recerca sobre els exoplanetes i participa activament en projectes d’instrumentació per a la descoberta i la caracterització de nous planetes semblants a la Terra, com CARMENES, del qual és l’investigador principal, i en les missions espacials CHEOPS, PLATO i ARIEL, de l'Agència Espacial Europea. Ha estat president de la Divisió d’Estrelles i Física Estel·lar de la Unió Astronòmica Internacional. Ha publicat més de 300 treballs d’investigació en revistes internacionals, incloent-hi les prestigioses Nature i Science. Va rebre el Premi Ciutat de Barcelona 2018 en l’àmbit de Ciències Experimentals i Tecnologia.